# Erap jezici
Erap jezici, podskupina od (11) finisterrskih jezika iz Papue Nove Gvineje, provincija Morobe.
Predstavnici su: finongan [fag], 1.300 (2002 SIL); gusan [gsn], 790 (1980 popis); mamaa [mhf], 200 (1978 K. McElhanon); munkip ili mungkip [mpv], 12 (2006 SIL), 670 etničkih (2006 SIL survey); nakama [nib], 980 (1980 popis); nek [nif], 1.500 (2002 SIL); nimi [nis], 1.380 (1980 popis); nuk [noc], 1.010 (1980 popis); numanggang [nop], 2.260 (2000 popis); sauk [skc], 600 (1978 K. McElhanon); uri [uvh], 2.500 (1991 SIL).

## Vanjske poveznice
- Ethnologue (14th)
- Ethnologue (15th)